# Xã Windsor, Quận Ashtabula, Ohio
Xã Windsor (tiếng Anh: Windsor Township) là một xã thuộc quận Ashtabula, tiểu bang Ohio, Hoa Kỳ. Năm 2010, dân số của xã này là 2.279 người.